# Grayscale
Grayscale est un groupe américain de pop punk originaire de Philadelphie, en Pennsylvanie. Formé en 2011, le groupe est composé de Collin Walsh, au chant, Andrew Kyne, à la guitare et au chœur, Dallas Molster, à la guitare rythmique et au chœur, Nick Ventimiglia à la basse et Nick Veno à la batterie. 

## Biographie
Collin Walsh, Nick Veno et Dallas Molster se rencontrent au lycée. En 2011, le groupe se forme ensuite avec Derek Parker et Andrew Kyne qui jouaient déjà dans des groupes de la scène locale de Philadelphie. Le nom du groupe provient de la chanson Grayscale du groupe Basement.  
Le 24 juillet 2013, ils sortent un premier EP, Leaving, auto-produit. Le 14 avril 2015, leur second EP Change parait, toujours sans label. Avec le label Anchor Eighty Four Records, ils sortent leur premier album, What We're Missing, le 12 février 2016. En 2016, le bassiste Derek Parker quitte le groupe et est remplacé par Nick Ventimiglia.
Le 30 mars 2017, le groupe annonce avoir signé avec le label Fearless Records. Ils sortent en même temps leur premier single avec ce label, Atlantic, ainsi que son clip. Le 14 avril 2017, ils annoncent leur deuxième album, Adornment, pour le 5 mai 2017. Beautiful Things sort comme deuxième single, le même jour que l'annonce de l'album. Sur cet album, on peut également trouver un featuring avec Patty Walters du groupe As It Is sur le morceau Come Undone. 
Le 1er juin 2017, Grayscale annonce sa participation à la compilation Punk Goes Pop Vol. 7, de la série Punk Goes... de Fearless Records. Celle-ci sort le 14 juillet 2017 avec leur reprise de Love Yourself de Justin Bieber.
Le 17 mars 2019, Grayscale annonce via leur compte Twitter qu'ils se séparent du batteur Nick Veno, citant des "différents créatifs". Veno a ensuite publié une déclaration sur son propre compte donnant son point de vue sur la situation, qui différait de la déclaration précédente du groupe. Le groupe précise quand même que Veno finira de jouer les dates de tournée restantes du groupe et que plus de détails sur son départ seraient publiés le lendemain. Il s'est avéré plus tard qu'il s'agissait d'une farce du groupe pour leur nouveau clip If I Ever See You Again et que Veno ne quitterait pas le groupe.
Le 16 mai 2019, le groupe sort le nouveau titre Painkiller Weather. Le 1er juillet 2019, le groupe sort un deuxième morceau, In Violet. Ils annoncent également leur troisième album, Nella Vita, pour le 6 septembre 2019. Deux autres singles, Old Friends et Baby Blue suivront, respectivement les 9 et 23 août, avant la sortie de l'album,. Un clip pour le titre Young sortira aussi en octobre 2019. Loudwire nommera l'album comme l'un des 50 meilleurs de 2019. Pour ce troisième album, le groupe fait une tournée en tête d’affiche aux États-Unis, intitulé The Nella Vita Tour, avec les groupes Belmont, Bearings et Rich People. Celle-ci s'est déroulée du 4 septembre à College Park au 5 octobre à Philadelphie leur ville d'origine.
Le 29 juillet 2020, ils sortent un EP, Live From The Barber Shop Studios, comprenant des ré-enregistrements live de trois de leur titre. Le 15 octobre, un nouveau titre, Diamond, beaucoup plus dansant que leur titre précédent, sort. Le 22 juillet 2021, le morceau Dirty Bombs est révélé ainsi qu'un nouvel album intitulé Umbra et prévu pour le 23 août. Avant sa sortie, deux autres singles, Babylon (Say It To My Face) et Live Again, sont dévoilés,. Ils annoncent une tournée européenne en tête d'affiche pour le mois de mars 2022 avec les groupes Heart Of Gold et SHADED. 

## Membres du groupe
Membres actuels
- Collin Walsh - chant (depuis 2011)
- Andrew Kyne - guitare, chœurs (depuis 2011)
- Nick Ventimiglia - basse (depuis 2016)
- Dallas Molster - guitare rythmique, chant (depuis 2011)
- Nick Veno - batterie, percussions (depuis 2011)

Anciens membres
- Derek Parker - basse (2011-2016)

## Discographie
Albums studios
- What We're Missing (2016)
- Adornment (2017)
- Nella Vita (2019)
- Umbra (2021)
- The Hart (2025)

EPs
- Leaving (2013)
- Change (2015)
- Live From The Barber Shop Studios (2020)